# WinShell
WinShell је бесплатан програм затвореног кода, који ради у вишејезичном интегрисаном дизајн окружењу (IDE) за LaTeX и TeX за Windows.
WinShell укључује уређивач текста, истицање синтаксе, управљање пројектима, проверу правописа, помоћ при креирању таблица, BibTeX front-end, Unikod подршку, траке са алаткама, подешавања и то за портабл верзију (на пример, на USB меморији). То није LaTeX систем као што је MiKTeX или TeX Live; додатни LaTeX компајлер система за Microsoft Windows је неопходан.

## Језици
Подржани су језици: Бразилски португалски, Каталонски, Кинески, Чешки, Дански, Холандски, Енглески, Француски, Галицијски, Немачки, Мађарски, Италијански, Јапански, Мексички Шпански, Пољски, Португалски, Руски, Српски, Шпански, Шведски и Турски.

## Компатибилност
програм ради са MiKTeX, TeX Live и W32TeX дистрибуцијом. На почетку, WinShell аутоматски препознаје дистрибуцију и подешавања аргумената командне линије. Сличан је софтверу за гледање који је створио ПДФ докуменат. За Acrobat Reader, WinShell затвара пдф документ пре компајлирања. За SumatraPDF, WinShell аутоматски поставља исправне команде за прегледање унапред и обрнуту претрагу између WinShell и SumatraPDF.